# Dos dell'Arca

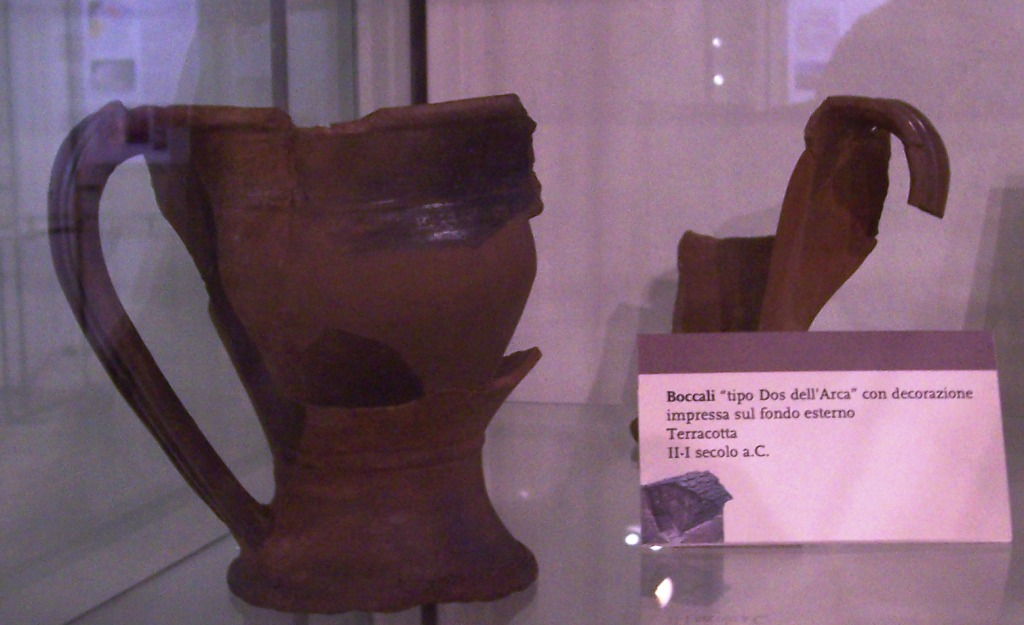
Boccali tipo "Dos dell'Arca", Museo nazionale della Valcamonica, Cividate Camuno

Dos dell'Arca è una località del comune di Capo di Ponte (BS), nella Valle Camonica  - sito UNESCO n. 94, sede di un abitato protostorico di grande importanza nella storia degli studi sull'areale alpino lombardo, che fu oggetto di scavo negli anni sessanta. La collinetta, attualmente proprietà privata, è situata circa cento metri a nord della Chiesa delle sante Faustina e Liberata, ed è raggiungibile tramite un'antica mulattiera che percorre il versante orientale della vallata.

## Lo scavo
L'area, visitata dai ricercatori sin dagli anni '30 del ventesimo secolo quando non era nota con il nome attuale, fu sottoposta a scavo sistematico nel 1962 sotto la direzione di Emmanuel Anati; nel corso di quei lavori si misero in luce una serie di strutture, tra cui tratti di perimetrazione muraria in grandi blocchi litici, alcuni fondi di capanna datati alla media età del Bronzo (XVII-XIV sec. a.C.), e altre strutture più recenti, datate alla seconda età del Ferro (V-I sec. a.C.). All'interno di quest'area furono individuate undici rocce incise di età protostorica, di cui tre presenti sotto stratificazione archeologica, e una sepoltura collettiva, la cui datazione è ancora incerta.
Lo scavo non è stato mai integralmente pubblicato (Anati 1968), così come le rocce incise che vennero parzialmente studiate ed edite da Giuliana Sluga nel 1969.

## I reperti
I reperti recuperati, in particolar modo alcune ceramiche dai livelli abitativi, illustrano una frequentazione del sito databile dall'età del bronzo (II millennio a.C.) alla tarda età del Ferro (fine I millennio a.C.). Sono presenti sporadici rinvenimenti più antichi, di età Neolitica e dell'Età del Rame, ma apparentemente privi di un contesto stratigrafico certo.
I materiali dell'età del Bronzo descrivono una serie di manufatti d'uso comune, vasi di medie e grandi dimensioni in ceramica d'impasto, culturalmente affini alle produzioni della cultura delle terramare, illustrando i frequenti contatti tra le vallate alpine e la pianura.
Tra i materiali dell'età del Ferro sono di grande interesse i boccali tipo "Dos dell'Arca", risalenti al IV-II secolo a.C., con un piede "a trombetta" e talvolta con una decorazione sotto la base a forma di ruota: questi specifici boccali sono una elaborazione locale molto tipica, e sembrano un elemento caratteristico della cultura centro-alpina lombarda della seconda età del Ferro. Nella parte più elevata dell'area indagata si sono trovati numerosi frammenti di questo boccale con brevi iscrizioni in alfabeto camuno.
Sulle rocce incise si nota una particolare predominanza delle figure geometriche e irregolari campite, da taluni ritenute la prima forma di rappresentazione topografica, mentre su una superficie si trova un'iscrizione graffita riportante l'iscrizione "DIEU", all'interno di un cerchio ricavato a martellina.

## Le ricerche recenti
Le ricerche nel sito archeologico di Dos dell'Arca, interrotte nel 1962, sono state riprese dal 2016 dall'Università di Pavia - Dipartimento di Studi Umanistici, sotto la supervisione scientifica di Maurizio Harari, con il  "Progetto Quattro Dossi". Questo progetto condotto dapprima in collaborazione con la Soprintendenza Archeologia della Lombardia e poi in regime di Concessione di Scavo e Ricerca ministeriale, ha portato all'identificazione di numerose nuove rocce incise, ampliando la conoscenza archeologica di questo importante sito, e dal 2018 alla ripresa degli scavi archeologici a Dos dell'Arca.